# Пляжний волейбол на літніх Олімпійських іграх 2016 — кваліфікація
У змаганнях із пляжного волейболу на літніх Олімпійських іграх 2016 брали участь 96 спортсменів (48 чоловіків та 48 жінок), які змагалися за 2 комплекти нагород. Кожна країна може бути представлена не більше, ніж двома парами як у чоловіків, так і в жінок.

## Правила кваліфікації
Більшість місць було розподілено за результатами олімпійського рейтингу, який був опублікований 13 червня 2016 року. Також більша частина квот була роззподілена п'яти континентальних кубках. Бразилія, як господарка Ігор отримала право на одне гарантоване місце у чоловічому і жіночому турнірах.
Кваліфікаційні змагання
| Змагання                                  | Період                   | Місце проведення |
| ----------------------------------------- | ------------------------ | ---------------- |
| Чемпіонат світу з пляжного волейболу 2015 | 26 червня — 5 липня 2015 | Нідерланди       |
| Світовий рейтинг                          | 13 червня 2016           | Швейцарія        |
| Континентальний кубок NORCECA             | 21 — 26 червня 2016      | Мексика          |
| Континентальний кубок AVC                 | 21 — 26 червня 2016      | Австралія        |
| Континентальний кубок CAVB                | 21 — 26 червня 2016      |                  |
| Континентальний кубок CSV                 | 21 — 26 червня 2016      |                  |
| Континентальний кубок CEV                 | 21 — 26 червня 2016      | Норвегія         |
| Континентальний кубок FIVB                | 5 — 10 липня 2016        | Росія            |

Розподіл квот
| Дисципліна | Чемпіонат світу 2015 | Світовий рейтинг | Континентальні кубки | Континентальні кубки | Континентальні кубки | Континентальні кубки | Континентальні кубки | Континентальні кубки | Господарі | Всього |
| Дисципліна | Чемпіонат світу 2015 | Світовий рейтинг | NORCECA              | AVC                  | CAVB                 | CSV                  | CEV                  | FIVB                 | Господарі | Всього |
| ---------- | -------------------- | ---------------- | -------------------- | -------------------- | -------------------- | -------------------- | -------------------- | -------------------- | --------- | ------ |
| Чоловіки   | 1                    | 15               | 1                    | 1                    | 1                    | 1                    | 1                    | 2                    | 1         | 24     |
| Жінки      | 1                    | 15               | 1                    | 1                    | 1                    | 1                    | 1                    | 2                    | 1         | 24     |
| Всього     | 2                    | 30               | 2                    | 2                    | 2                    | 2                    | 2                    | 4                    | 2         | 48     |

## Країни, що кваліфікувались
| Країна         | Чоловіки | Жінки | Всього |
| -------------- | -------- | ----- | ------ |
| Австралія      |          | 2     | 2      |
| Австрія        | 2        |       | 2      |
| Аргентина      |          | 1     | 1      |
| Бразилія       | 2        | 2     | 4      |
| Венесуела      |          | 1     | 1      |
| Німеччина      | 1        | 2     | 3      |
| Єгипет         |          | 1     | 1      |
| Іспанія        | 1        | 1     | 2      |
| Італія         | 2        | 1     | 3      |
| Канада         | 2        | 2     | 4      |
| Катар          | 1        |       | 1      |
| Китай          |          | 1     | 1      |
| Коста-Рика     |          | 1     | 1      |
| Куба           | 1        |       | 1      |
| Латвія         | 1        |       | 1      |
| Мексика        | 1        |       | 1      |
| Нідерланди     | 2        | 2     | 4      |
| Польща         | 2        | 1     | 3      |
| Росія          | 2        | 1     | 3      |
| США            | 2        | 2     | 4      |
| Туніс          | 1        |       | 1      |
| Чехія          |          | 1     | 1      |
| Чилі           | 1        |       | 1      |
| Швейцарія      |          | 2     | 2      |
| ВСЬОГО: 24 НОК | 24       | 24    | 48     |

## Спортсмени, що кваліфікувались
Олімпійські квоти не є іменними. Кожний НОК самостійно вибирає спортсменів, які візьмуть участь у літніх Олімпійських іграх 2016 року.

### Чоловіки
| Номер | Змагання                      | Країна     | Спортсмени                               |
| ----- | ----------------------------- | ---------- | ---------------------------------------- |
| 1     | Господарі                     | Бразилія   | Педро Солберг Евандо Олівейра            |
| 2     | Чемпіонат світу 2015          | Бразилія   | Алісон Серутті Бруно Оскар Шмідт         |
| 3     | Світовий рейтинг              | Нідерланди | Александер Браувер Роберт Меувсен        |
| 4     | Світовий рейтинг              | Нідерланди | Рейндер Нуммердор Крістіан Варенгорст    |
| 5     | Світовий рейтинг              | США        | Філ Далгауссер Ніколас Лусена            |
| 6     | Світовий рейтинг              | США        | Джейк Гібб Кейсі Паттерсон               |
| 7     | Світовий рейтинг              | Латвія     | Александрс Самойловс Яніс Шмединьш       |
| 8     | Світовий рейтинг              | Іспанія    | Адріан Гавіра Пабло Еррера               |
| 9     | Світовий рейтинг              | Італія     | Данієле Лупо Паоло Ніколаї               |
| 10    | Світовий рейтинг              | Польща     | Пйотр Кантор Бартош Лосяк                |
| 11    | Світовий рейтинг              | Італія     | Алекс Рангієрі Адріан Карамбула          |
| 12    | Світовий рейтинг              | Австрія    | Климент Допплер Александер Горст         |
| 13    | Світовий рейтинг              | Росія      | В'ячеслав Красильников Костянтин Семенов |
| 14    | Світовий рейтинг              | Польща     | Гжегож Фіялек Маріуш Прудель             |
| 15    | Світовий рейтинг              | Канада     | Хаїм Шальк Бен Сакстон                   |
| 16    | Світовий рейтинг              | Німеччина  | Маркус Бекерманн Ларс Флюгген            |
| 17    | Світовий рейтинг              | Мексика    | Ломбардо Онтіверос Хуан Вірхен           |
| 18    | Континентальний кубок NORCECA | Куба       | Нівалдо Діас Серхіо Гонсалес             |
| 19    | Континентальний кубок AVC     | Катар      | Джефферсон Перейра Шериф Юноус           |
| 20    | Континентальний кубок CAVB    | Туніс      | Мохамед Арафет Насер Хоаіб Белхай Салах  |
| 21    | Континентальний кубок CSV     | Чилі       | Естебан Грімальт Марко Грімальт          |
| 22    | Континентальний кубок CEV     | Австрія    | Александер Хубер Робін Шидл              |
| 23    | Континентальний кубок FIVB    | Канада     | Джош Бінсток Сем Шехтер                  |
| 24    | Континентальний кубок FIVB    | Росія      | Дмитро Барсук Микита Лямін               |

### Жінки
| Номер | Змагання                      | Країна     | Спортсменка                           |
| ----- | ----------------------------- | ---------- | ------------------------------------- |
| 1     | Господарі                     | Бразилія   | Таліта Антунеш Ларісса Франса         |
| 2     | Чемпіонат світу 2015          | Бразилія   | Агата Беднарчук Барбара Сейшас        |
| 3     | Світовий рейтинг              | США        | Ейпріл Росс Керрі Волш                |
| 4     | Світовий рейтинг              | Німеччина  | Лаура Людвіг Кіра Валкенгорст         |
| 5     | Світовий рейтинг              | Канада     | Хезер Бейнслі Сара Паван              |
| 6     | Світовий рейтинг              | Нідерланди | Маделейн Меппелінк Марлен ван Лерсель |
| 7     | Світовий рейтинг              | Австралія  | Луїз Боуден Таліква Кленсі            |
| 8     | Світовий рейтинг              | Італія     | Марта Менегатті Ребекка Перрі         |
| 9     | Світовий рейтинг              | Німеччина  | Карла Боргер Брітта Бюте              |
| 10    | Світовий рейтинг              | Іспанія    | Ельза Бакерісо Ліліан Фернандес       |
| 11    | Світовий рейтинг              | Польща     | Моніка Бжостек Кінга Калосінська      |
| 12    | Світовий рейтинг              | Швейцарія  | Ізабель Форрер Анук Верже-Депре       |
| 13    | Світовий рейтинг              | Канада     | Джеймі Бродер Крістіна Вальяс         |
| 14    | Світовий рейтинг              | Швейцарія  | Жоана Гайдріх Надін Цумкер            |
| 15    | Світовий рейтинг              | США        | Лорен Фендрайк Брук Світ              |
| 16    | Світовий рейтинг              | Аргентина  | Ана Галлай Жоржина Клуг               |
| 17    | Світовий рейтинг              | Китай      | Ван Фань Юань Юе                      |
| 18    | Континентальний кубок NORCECA | Коста-Рика | Наталія Алфаро Карен Шарлес           |
| 19    | Континентальний кубок AVC     | Австралія  | Маріафе Артачо Ніколь Лерд            |
| 20    | Континентальний кубок CAVB    | Єгипет     | Доаа Елгобаші Нада Меавад             |
| 21    | Континентальний кубок CSV     | Венесуела  | Норісбет Агудо Олайя Перес Пазо       |
| 22    | CEV                           | Нідерланди | Жантін ван дер Вліст Софі ван Гестель |
| 23    | Континентальний кубок FIVB    | Чехія      | Барбора Германнова Маркета Слукова    |
| 24    | Континентальний кубок FIVB    | Росія      | Катерина Бірлова Євгенія Уколова      |